# Coriaria myrtifolia
Coriaria myrtifolia là một loài thực vật có hoa trong họ Coriariaceae. Loài này được L. mô tả khoa học đầu tiên năm 1753.

## Hình ảnh

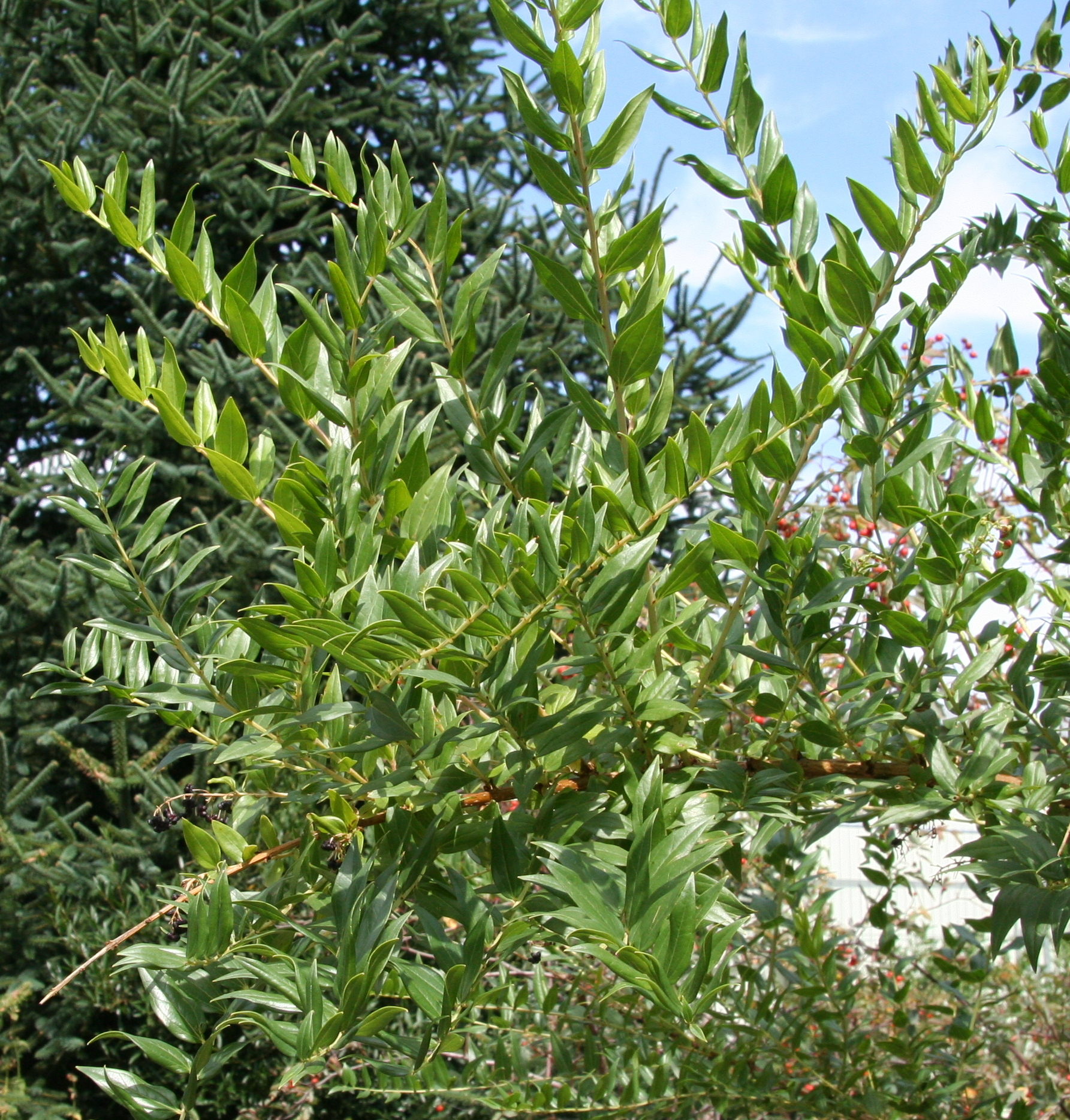
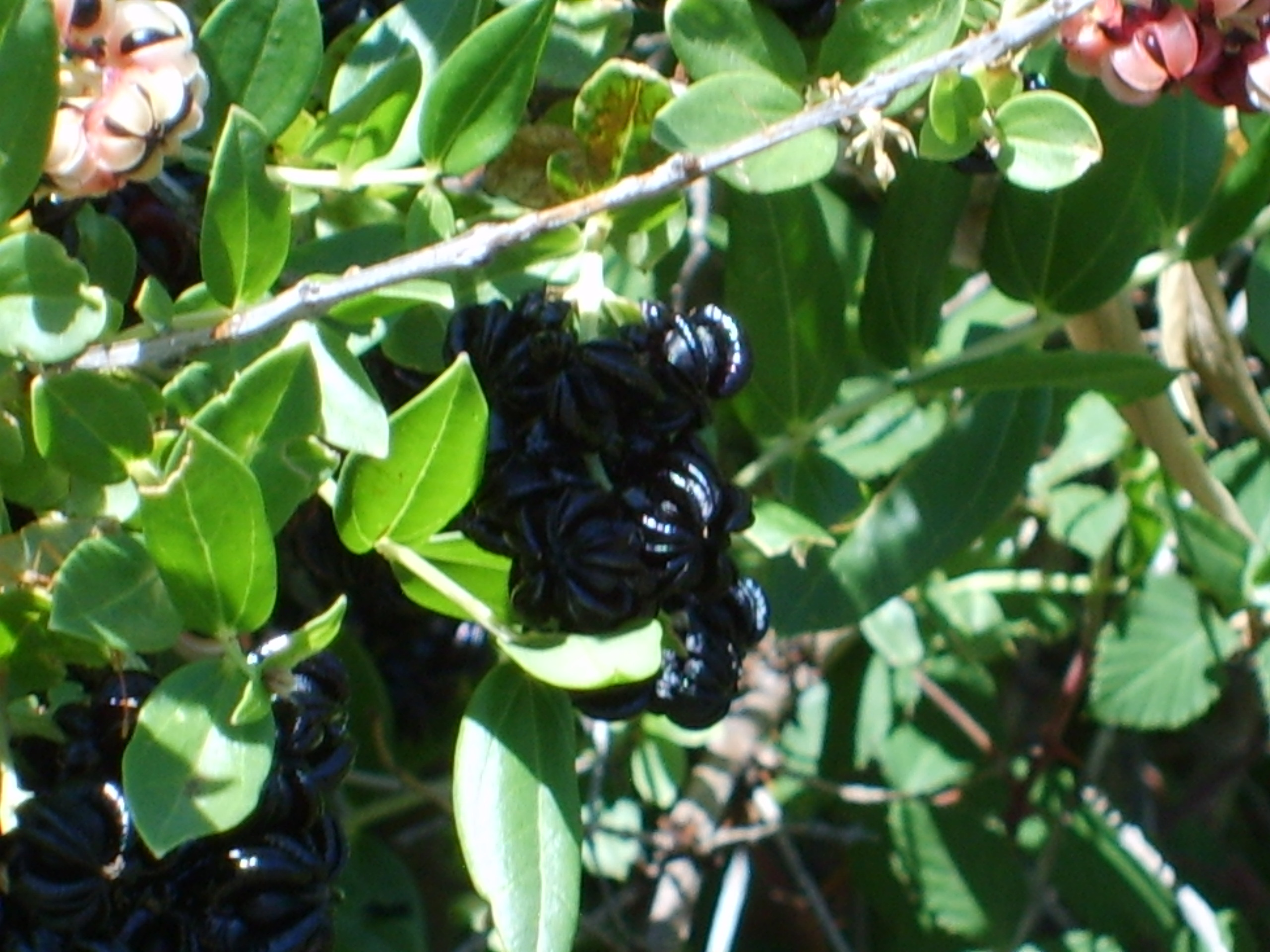
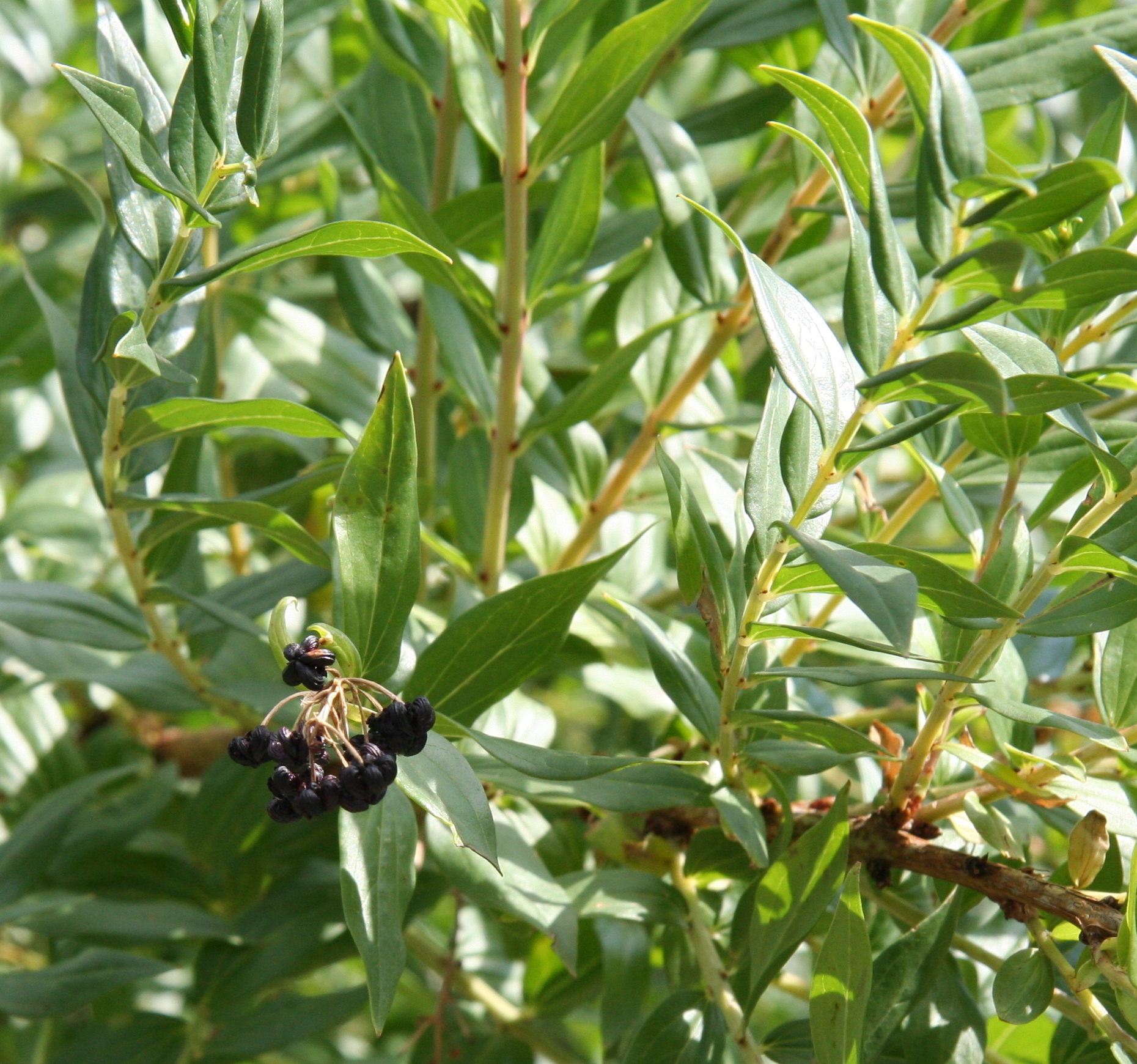
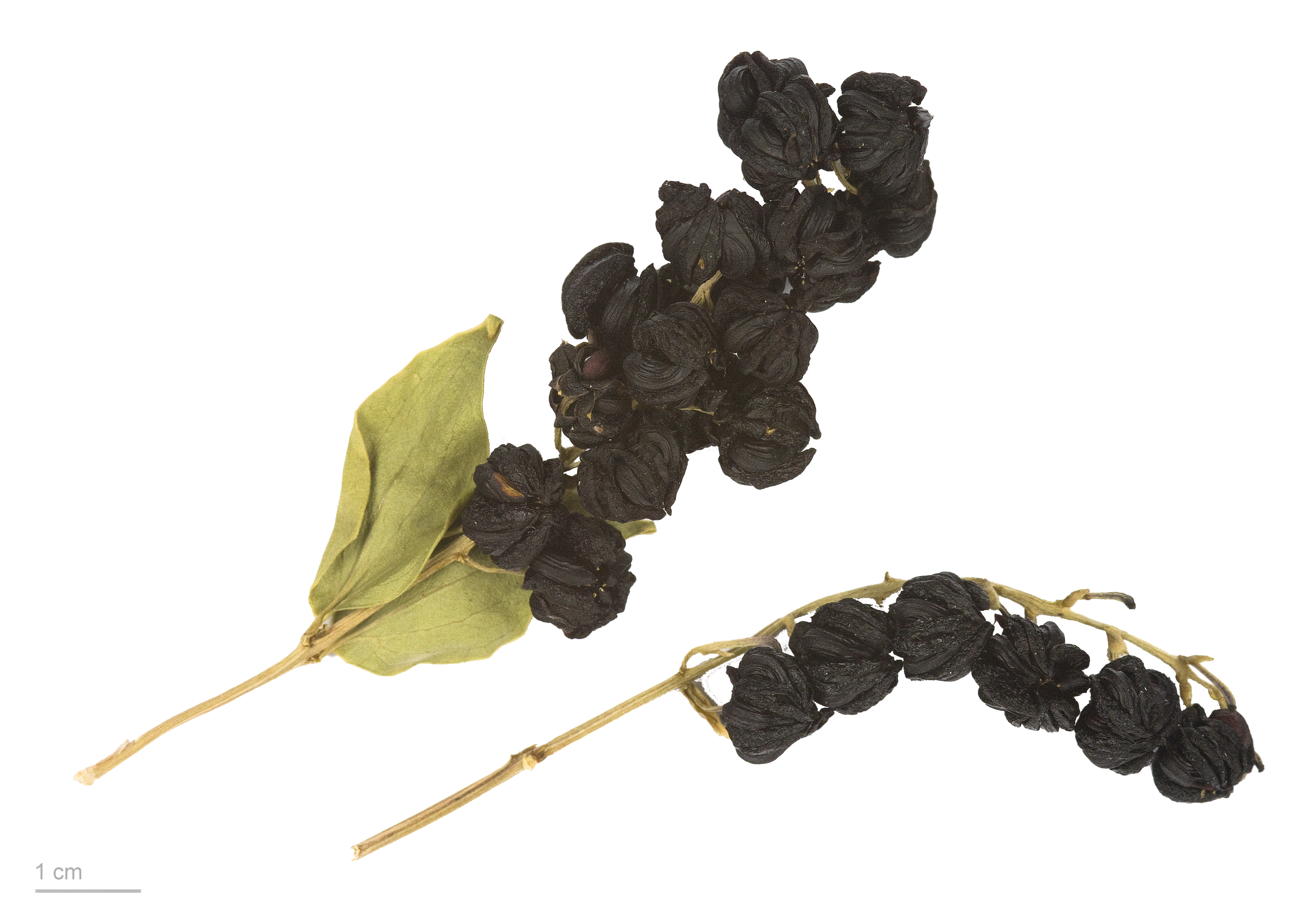
Coriaria myrtifolia - Museum specimen